# 剱神社
剱神社（つるぎじんじゃ）は鹿児島県霧島市国分敷根にある神社である。現在は剣神社と表記することが多い。

## 祭神
日本武命を主祭神に、天児屋根命、剱彦神、大臼命、小臼命（日本武尊）、太玉命、菅原道真公を配祀する。配祀神は1910年（明治43年）に合祀された。

## 由緒

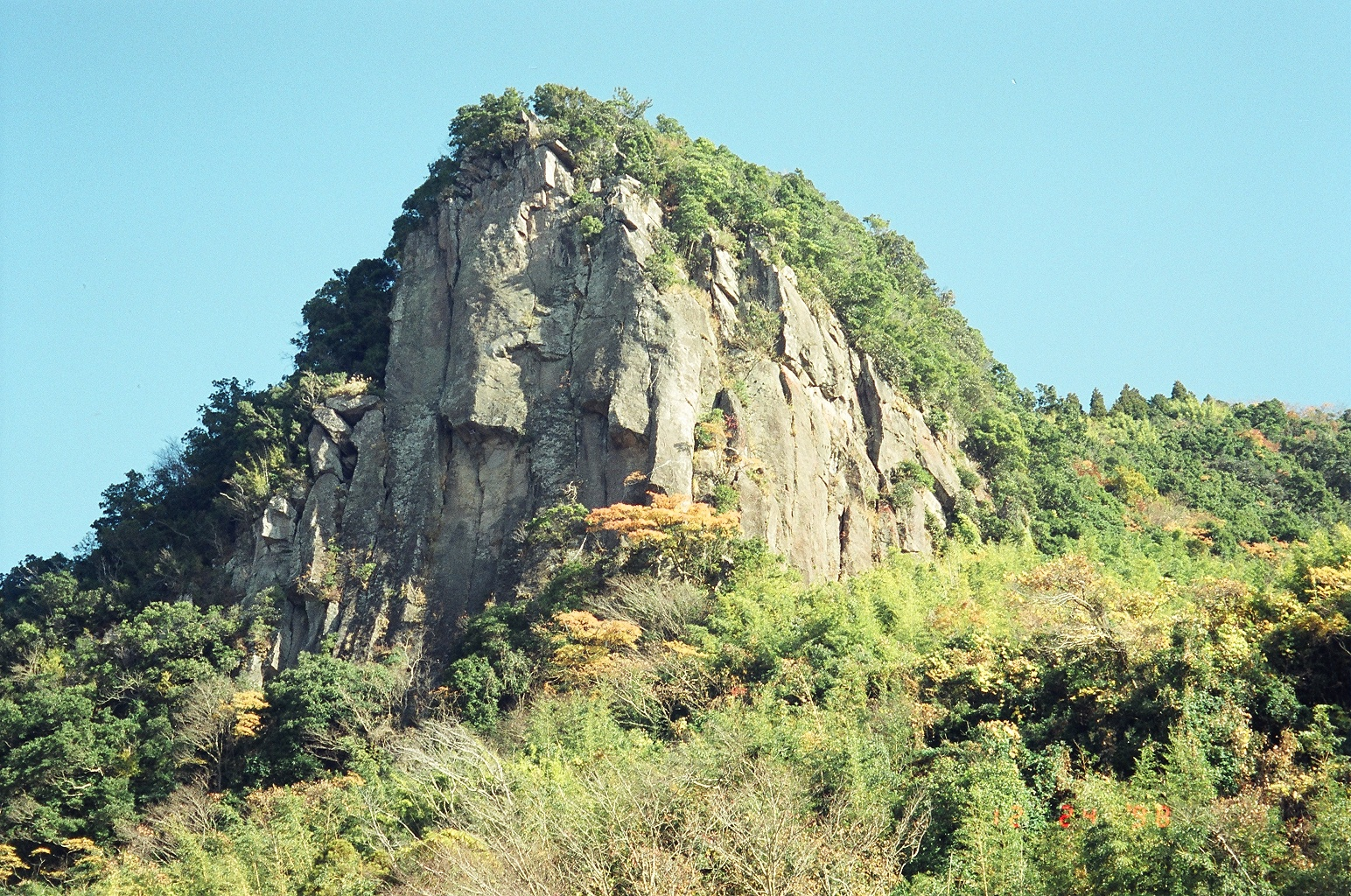
かつてこの剱岩の頂上に剱神社があった。

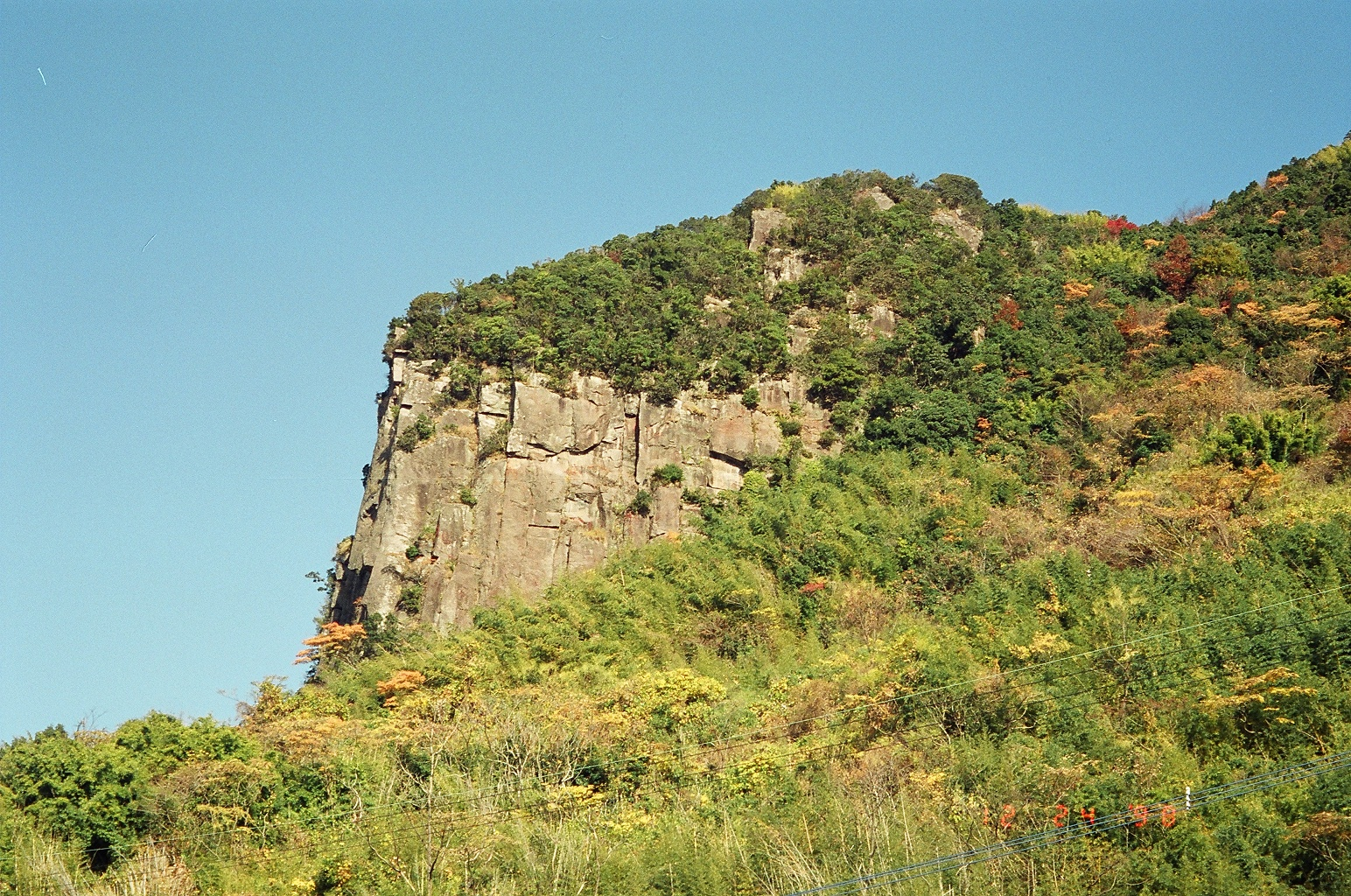
側面より見た剱岩。

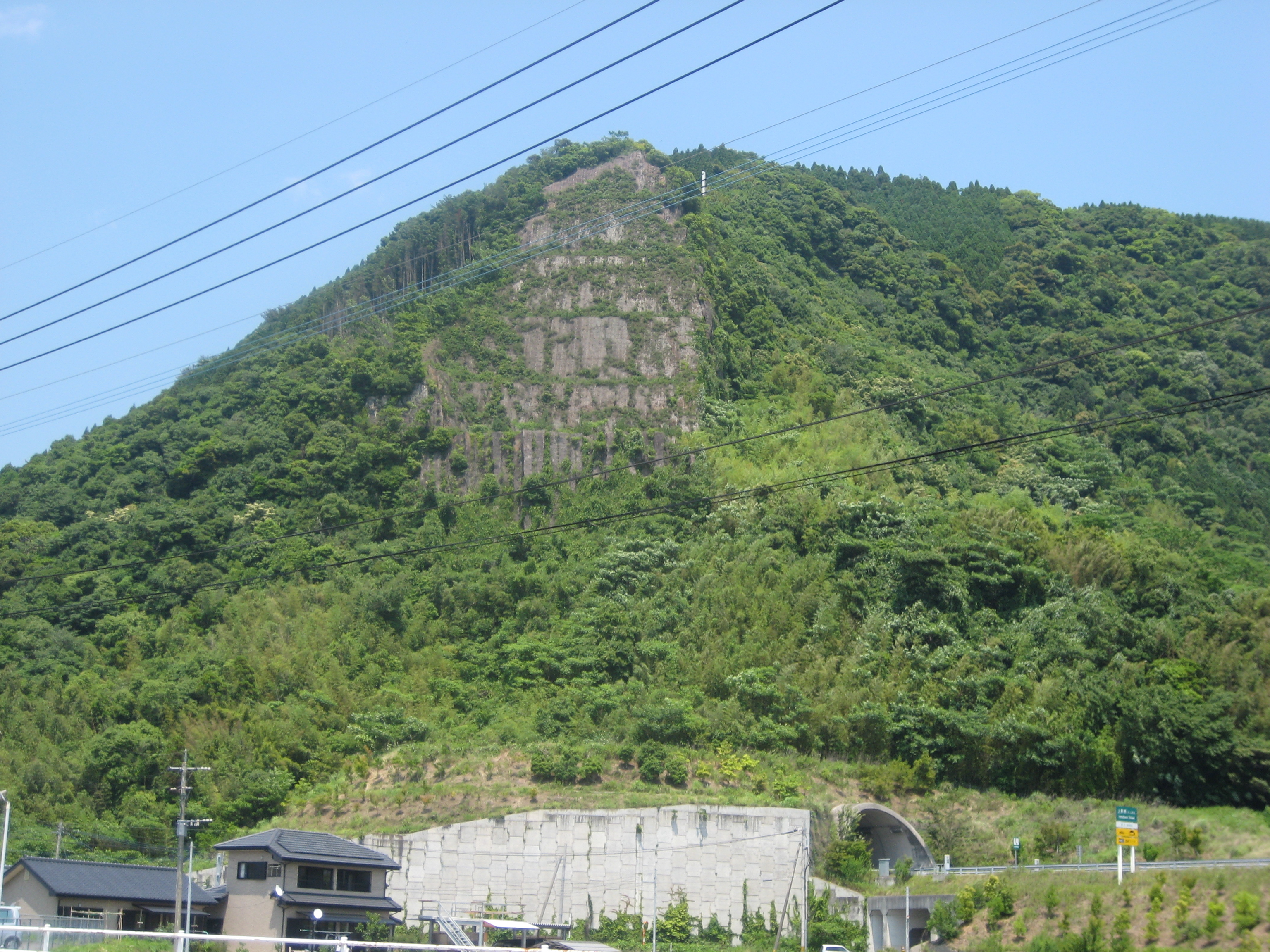
現在の剱岩。高速道路トンネル工事に伴い、かつての勇壮な岩山は削り取られた。

古くは敷根の北西にそびえる剱岩山頂を琵琶甲（びわんく）または枇琶甲（びわんく）と言い、そこに石祠があり、拝殿は剱岩の麓にあったが延宝元年（1674年）12月に現在の地に遷宮された。剱岩の名の由来は、日本武尊が熊襲征伐際して熊襲の様子を探る為に登り、剣を抱きながら野営をした故事に因むと伝わる。
敷根氏がこの地を領していた頃は天満宮（天満天神）を深く崇敬して宗社としていたため剱神社は自然に荒廃したが後に島津義久が山田利安に命じて再興させた記録が「神社明細帳」や敷根郷・猿渡仁衛門家蔵の「剱神社由緒記」にある。
1910年（明治43年）10月25日には兵主神社・菅原神社・太玉神社・蛭子神社を合祀した。

## 祭祀
神幸祭（御下りともいう）は、昔真夏に悪疫が流行して多くの死者が出たために剱神社に町中の巡幸を願い、お祓いをしてもらったのが起こりで、この巡幸によって悪疫の流行が止まった事に因んで、悪疫退散と健康を願う夏の祭りとして行われるようになったと伝える。
その他、毎月1日と15日の午前6時より月次祭が行われる。

## 合祀された神社
兵主神社
祭神、由緒不詳。姶良郡敷根村浜字節田に鎮座しており、瓦葺の本殿と舞殿があったが現存せず。氏子数は72戸あった。
菅原神社
菅原道真公を祀る。敷根村麓字節句田に鎮座していた。「右者隅洲噌於郡一郡天神と申し伝え候、天神は一郡に一社宛御崇啓の由伝承申し候。慶長七年亥寅霜月に義久公被遊御再興候御奉行山田越前殿御棟札に、今神前に納置候御祭米年二、三度宛御給候処に寛文九歳十一月に剱ノ宮に相渡し候、天神御祭礼併に修補等は衆力にて無、急様にと被給渡候其通に勤来申し候、但し郡天神御取持の時は天　霜月田御供田被召付候字之田方今も御座候事」。社殿は瓦葺の本殿と舞殿、橋殿があったが現存しない。氏子数は32戸であった。
太玉神社
太玉命を祀るが由緒は不明。敷根村麓字節句田に鎮座し、瓦葺の本殿、舞殿、橋殿があったが現存しない。氏子は麓部落戸数42戸。
蛭子神社
蛭子命を祀るが由緒不明。敷根村浜節句田1072番地ノ2に石の祠があった。氏子は浜町部落で73戸あった。

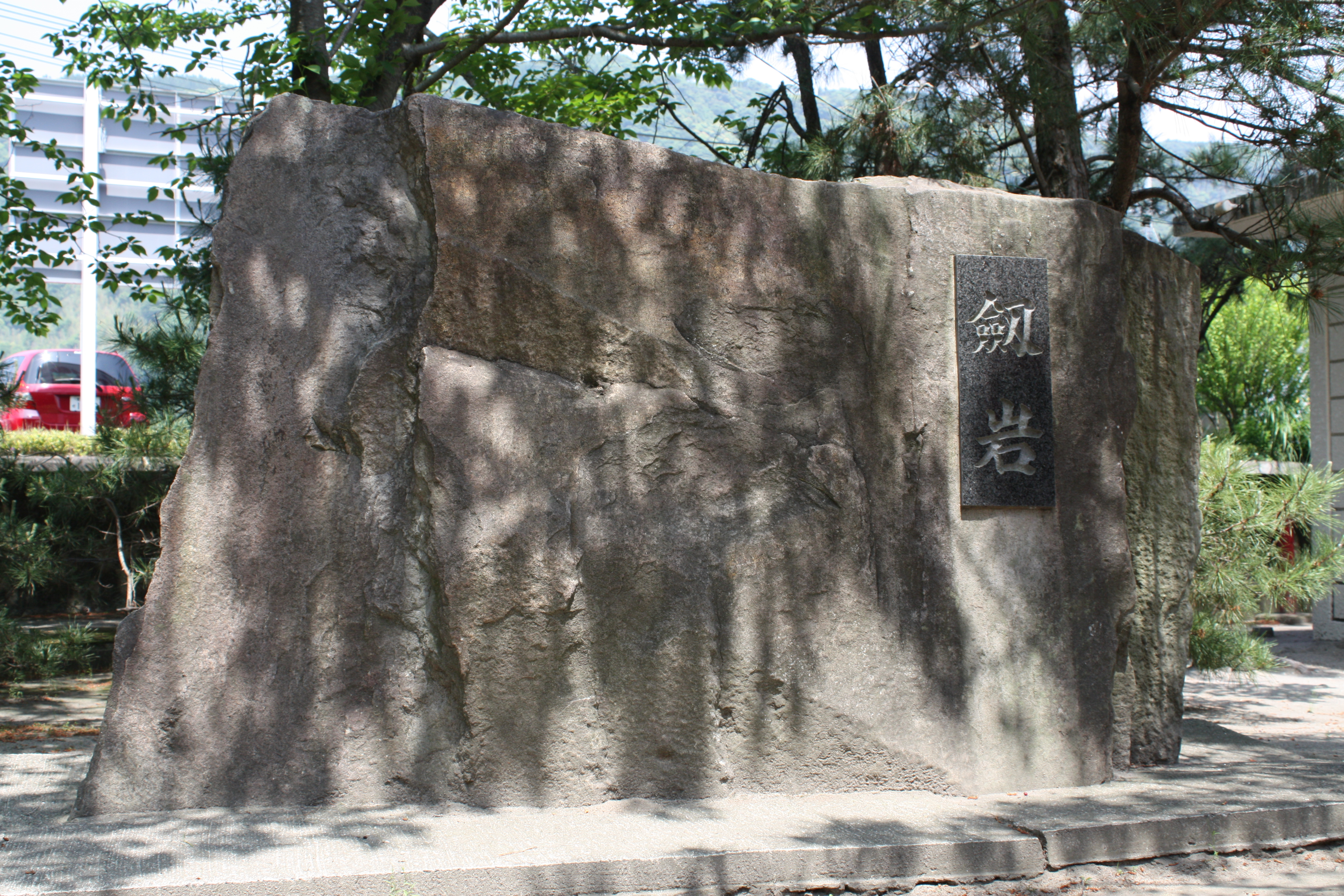
境内にある剱岩。
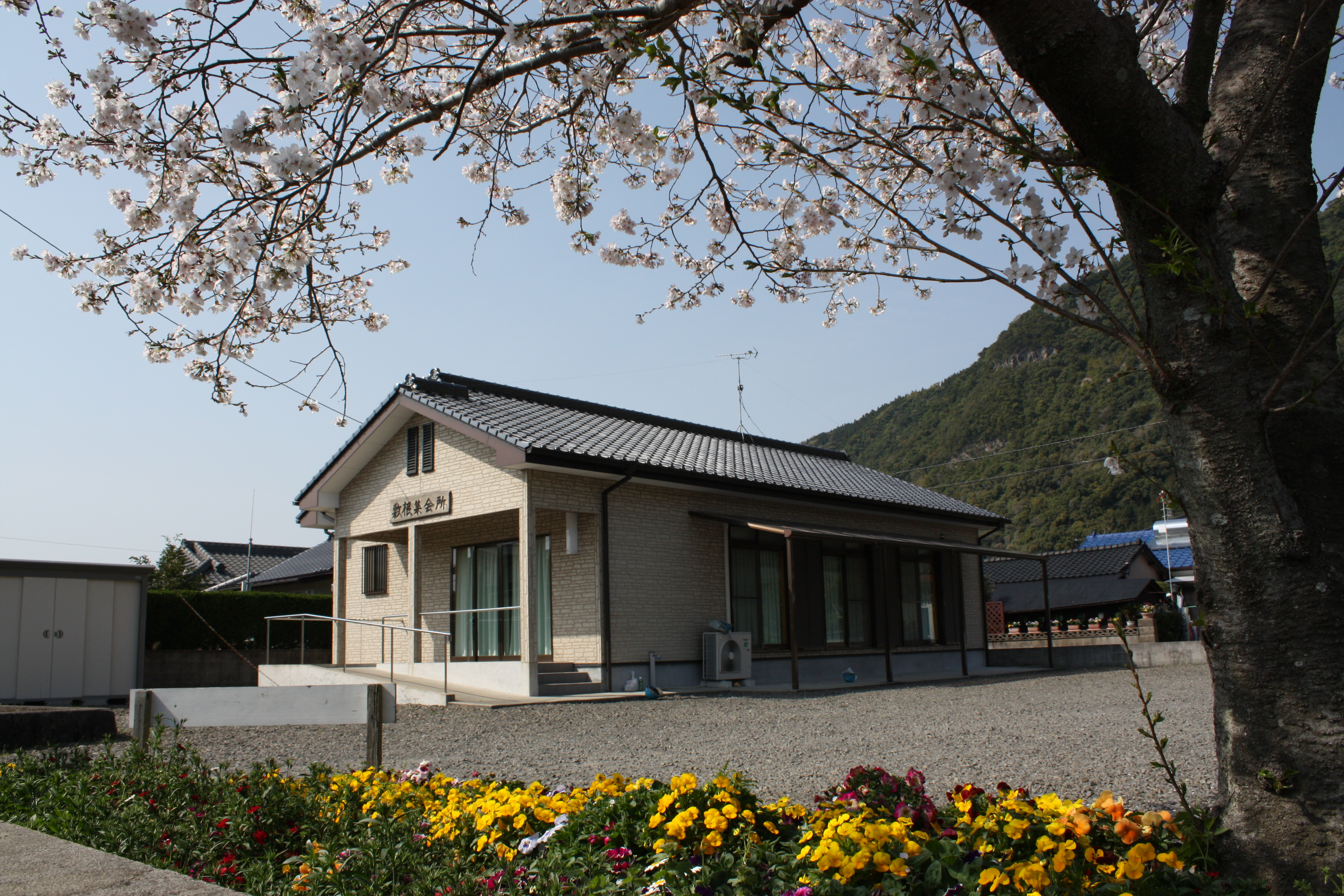
太玉神社跡地、現在は敷根集会所。
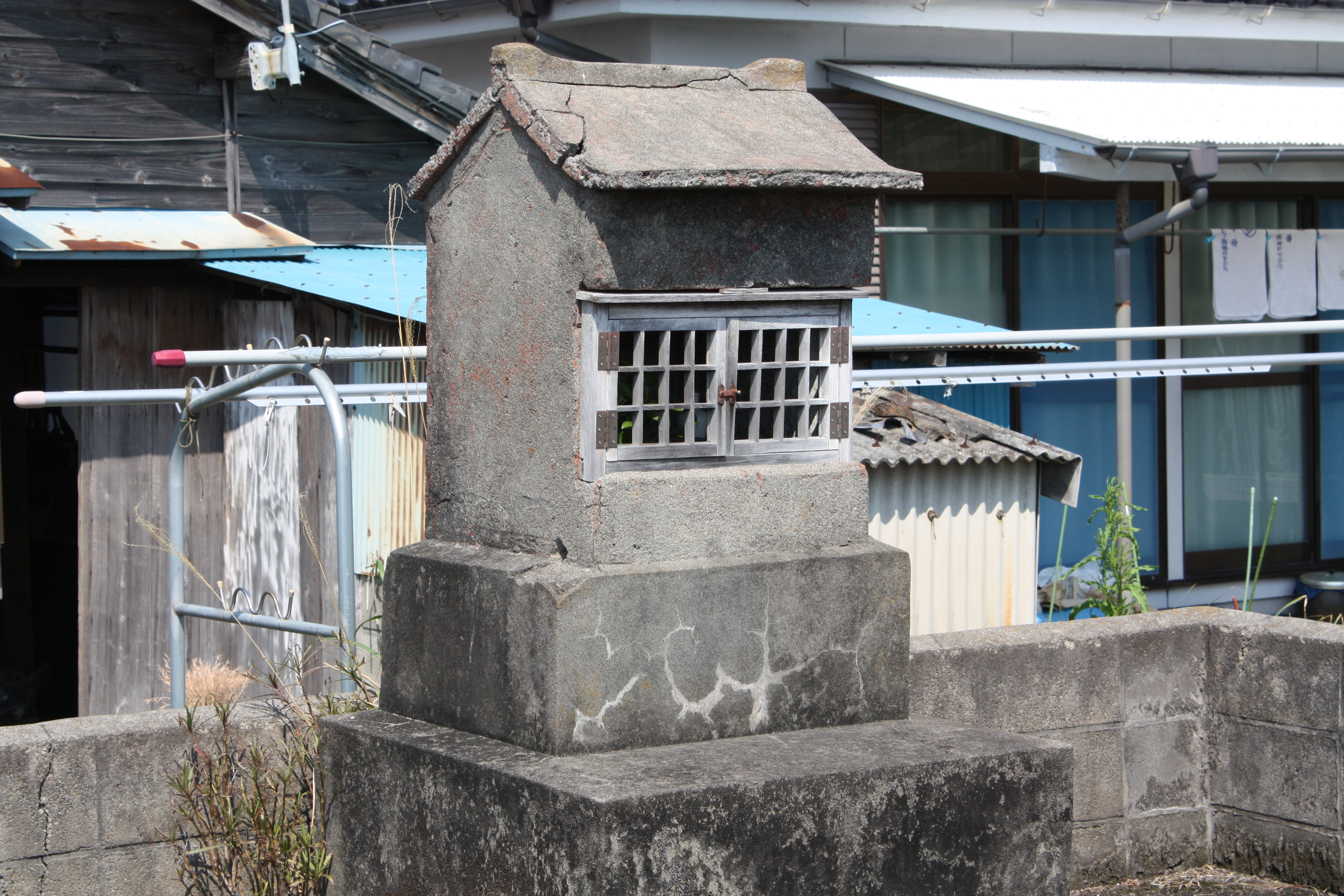
蛭子神社跡地、現在はコンクリート製の祠がある。
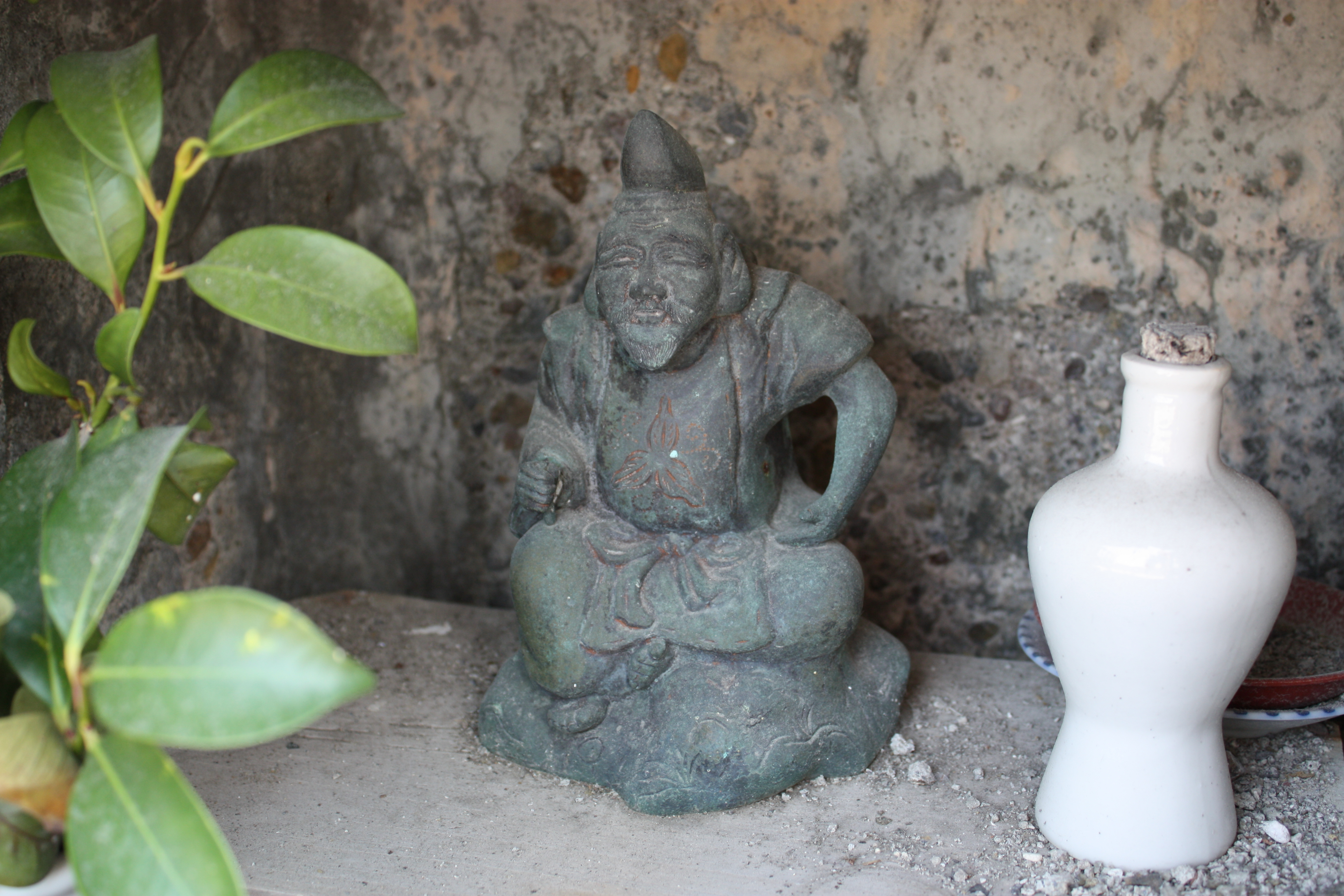
蛭子神社跡地、祠の中の恵比寿様。